# Комишуваська волость
Комишуваська волость — історична адміністративно-територіальна одиниця Бахмутського повіту Катеринославської губернії із центром у селі Комишуваха.
Станом на 1886 рік складалася з 13 поселень, 12 сільських громад. Населення — 4314 осіб (2221 чоловічої статі та 2093 — жіночої), 685 дворових господарств.
|                     | Площа, десятин | У тому числі орної, дес. |
| ------------------- | -------------- | ------------------------ |
| Сільських громад    | 4649           | 1692                     |
| Приватної власності | 12773          | 4865                     |
| Іншої власності     | 282            | 11                       |
| Загалом             | 17704          | 6568                     |

Поселення волості:
- Комишуваха — село при річці Комишуваха за 35 верст від повітового міста, 726 осіб, 121 двір, православна церква, школа, лавка, 3 ярмарки на рік. За 9 верст — постоялий двір. За 11½ верст — поштова станція. За 4 версти — залізнична станція Комишуваха. За 8 верст — залізнична станція Попасна. За 18 верст — залізнична станція Наталівка.
- Клинове — село при балці Клиновій, 751 особа, 111 дворів.
- Новоолександрівка (Рубашкіна, Західна) — село при річці Комишуваха, 581 особа, 65 дворів.
- Привілля (Федорівка) — село при річці Комишуваха, 500 осіб, 85 двір.